# J002E3

Imagen animada del objeto

J002E3 es la denominación otorgada a un objeto espacial descubierto el 3 de septiembre de 2002 por el astrónomo amateur Bill Yeung. Inicialmente se pensó que se trataba de un asteroide, posteriormente  se identificó como la  tercera etapa S-IVB del Saturno V de la misión Apolo 12 (S-IVB-507, misión AS-507/SA-507), es decir, una de las piezas necesarias para su lanzamiento, desprendida en el recorrido de despegue en la órbita terrestre, basado en la evidencia espectrográfica compatible con la pintura utilizada en los cohetes. Esta pieza estuvo destinada para ser introducida a una órbita heliocéntrica permanente en noviembre de 1969, pero ahora se piensa que su posición ha cambiado, debido a que se encuentra a una distancia inestable de la órbita terrestre, mostrando un ciclo de 40 años con una órbita heliocéntrica y geocéntrica, volviendo a su distancia original, cuando se desprendió del Saturn V de la misión Apolo 12 en 1971